# 1952 a légi közlekedésben
Ez a lista az 1952-es év légi közlekedéssel kapcsolatos eseményeit tartalmazza.

## Első felszállások

### január
- január 3. – Bristol Belvedere
- január 21. – Saab 210

### április
- április 15. – Boeing YB-52
- április 27. – Tupoljev "88"-as típus, a Tu–16 első prototípusa

### június
- június 19. – Jakovlev Jak–120, a Jak–25 első prototípusa

### július
- július 3. – Jak–24 helikopter

### augusztus
- augusztus 6. – Boulton Paul P.120
- augusztus 16. – Bristol Britannia
- augusztus 22. – Saunders-Roe Princess
- augusztus 30. – Avro Vulcan

### szeptember
- szeptember 20. – Douglas X–3 Stiletto
- szeptember 28. – Dassault Mystère IV

### október
- október 16. – Sud Aviation Vautour
- október 28. – Douglas XA3D–1

### november
- november 3. – Saab Lansen

### december
- december 4. – Grumman XS2F–1 Tracker
- december 24. – Handley Page Victor